# На сенокосе
«На сенокосе» — картина Казимира Малевича, созданная в 1929 году и хранящаяся в Третьяковской галерее в Москве, Россия. Одно из важнейших произведений так называемого второго крестьянского цикла Малевича, к тому времени уже создавшего новое направление в изобразительном искусстве — супрематизм, в котором главными считались форма и цвет.

## История
Побывав в 1927 году за границей, наблюдая за происходящим в европейском искусстве, Малевич смог убедиться в кризисе авангарда — Пабло Пикассо с конца 1910-х годов то «обращавшегося к Энгру», то замечавшего тенденции к фигурации всех мастеров парижской школы, что подтолкнуло мастера к переменам. В 1929 году Малевич готовил ретроспективную персональную выставку в Третьяковской галерее в Москве. Но большая часть ранних картин осталась в Германии, и в 1928—1929 годах Малевич создал серию работ, имитирующих живопись 1900—1910 годов, проставив на полотнах ложные даты. Например, картина «На сенокосе» имела маркировку «Мотив 1909 года» — именно в эту дату она поступила в Третьяковскую галерею, хотя в описных документах дата указана правильно.

## Описание
Прототипом послужили полотна «Жнец» (1912, Нижегородский государственный художественный музей) и «Точильщик» (1912, Городской музей, Амстердам), сочетавшая в себе стилистические особенности православной иконописи и кубизма. Эти отголоски улавливаются и в работе «На жатве сена»: резкая игра светотени, асимметрия лица и фигуры напоминают о кубистическом наследии. Но вместо плоского декоративного фона — широкое ландшафтное пространство. Показательно появление «естественного» зелёного цвета, которого не было ни в кубизме, ни в супрематизме, Малевич отверг «зелёный мир из плоти и крови».
В конце двадцатых годов он создал свою «социологию цвета»: цвет полностью присущ только этой области; яркая одежда соответствует природной среде и мировоззрению крестьян. Город тяготеет к монохромности, отсюда и хроматическая сдержанность кубизма, искусства города. На первый план выходит формальная техника. В процессе геометрического упрощения фигуры крестьян превращаются в супрематические треугольники и трапеции. Очертания людей и пашни были приведены к простейшим формам. Изображения людей приобрели характерные черты условного знака или эмблемы. Любопытно, что Малевич наполнил эти геометрические фигуры простыми цветовыми градиентами: красным, черным и белым. Таким образом он создает символ — условный образ человека с косой, понятный миллионам людей.
Возвращается ранее отвергнутое «кольцо горизонта», восстанавливаются верхняя и нижняя части, небо венчает голову человека («<…> наша голова должна коснуться звезд»). Эта неряшливая бородатая голова напоминает иконический образ, а вертикальная ось композиции, проходящая через фигуру жнеца, вместе с линией горизонта образует крест. «Крест — крестьяне» — такова, по Малевичу, этимология слова; крестьянский мир — мир православного христианства, природы, вечных ценностей. В конце жизни художник разочаровался в идее прогресса, футуристическом культе техники . Отсюда и та ностальгическая и иллюстрированная нотка, которая звучит в картине. Есть в характере что-то иное по отношению к предыдущим крестьянам Малевича: кроткий взгляд этого неуклюжего и неуверенного в себе человека, словно воскресшего из супрематического забвения, и блеск безоблачных красок, лазурной синевы.

## Анализ
Супрематист Малевич глубоко проникал в смысл реальных исторических событий, не нашедших отражения в традиционном искусстве. Неслучайно такое произведение появилось накануне великой трагедии русского, белорусского и украинского народов, в эпоху продразвиорстки и военного коммунизма, во время гражданской войны в России, коллективизации в Советском Союзе . Автора не волнует ни человеческий опыт, ни духовное содержание. В этом есть отсылка к русским иконам: и в них объем, складки одежды, элементы ландшафта и архитектуры переданы с помощью цветового градиента. Художницу увлекала русская иконография 1900-х годов, и во многом благодаря её экспериментам с иконографией родилась идея геометрической и хроматической редукции. Соит отметить, что хроматическое решение не допускало прямых ассоциаций с французским кубизмом: яркие цвета и переходы белого не были свойственны работам Пикассо или Брака.
Малевич — великий новатор, сделавший открытие, несомненно важное для технологической цивилизации двадцатого века. Он сделал шаг от искусства к дизайну. Он нашёл язык, на котором будет говорить техногенная цивилизация: краткость, условность, информативная насыщенность изображений, достигаемая благодаря точности формы и цвета, то есть простейшее изображение, несущее важную информацию, которое можно прочитать мгновенно. Величайшая заслуга Малевича — в применении технологического приёма, позволившего регулировать человеческие отношения в условиях ускорения процессов современной цивилизации после окончания Первой мировой войны. Результат творчества Малевича не имеет ничего общего с изобразительным искусством, которое посвящено пониманию духовной жизни человека. Новаторство и гениальность Малевича — это изобретение технологического или коммерческого бренда. Индустриальная графика, постановочные плакаты, эмблемы — наследие мира Малевича. Его творческие находки растворяются в современном дизайне. В 1920-х годах он сделал художественные открытия, которые рекламные компании продолжают использовать и сегодня, делая упор на чистый цвет и простую форму.